# Desmanthus pernambucanus
Desmanthus pernambucanus là một loài thực vật có hoa trong họ Đậu. Loài này được (L.) Thell. miêu tả khoa học đầu tiên.

## Hình ảnh

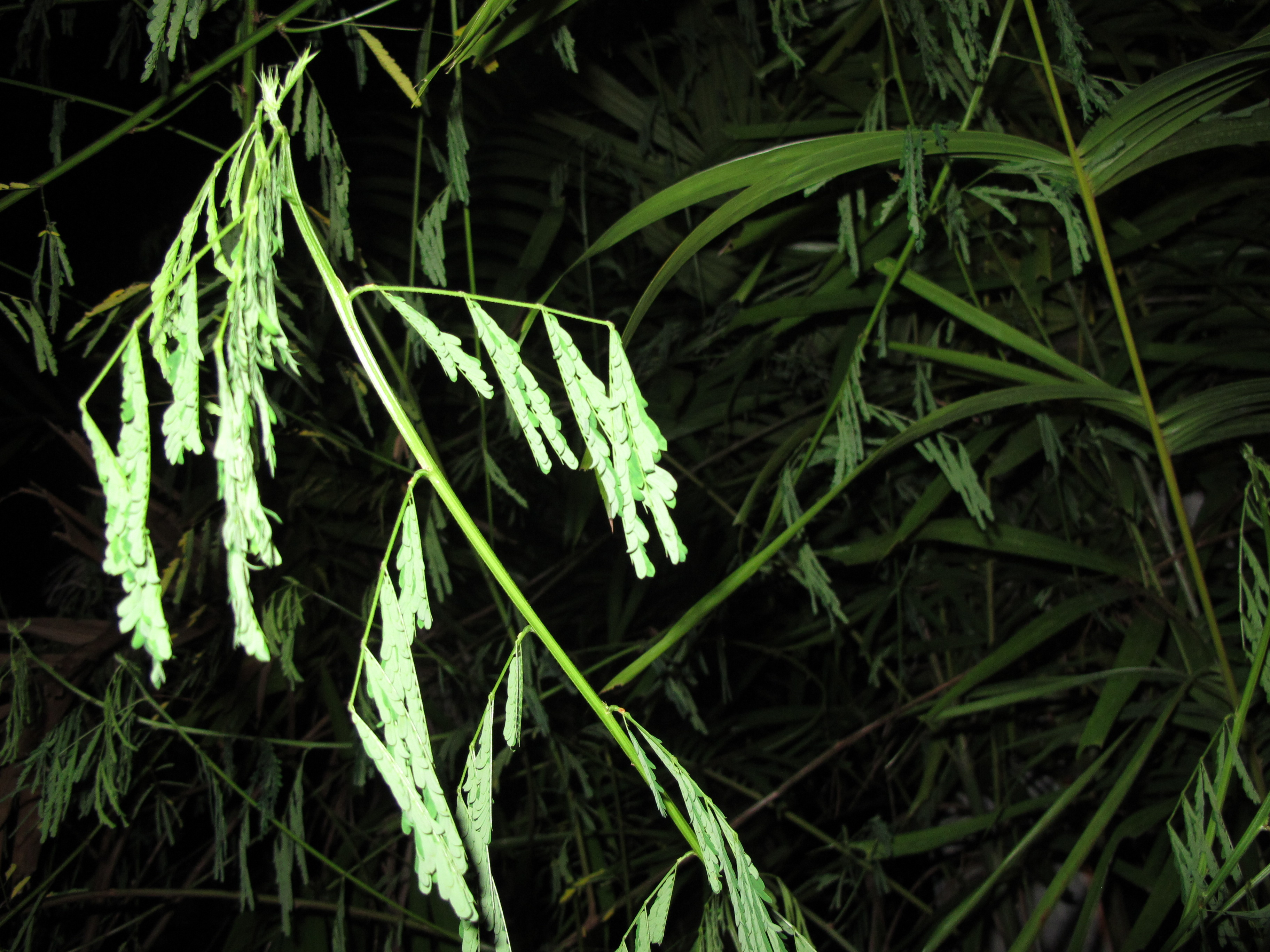
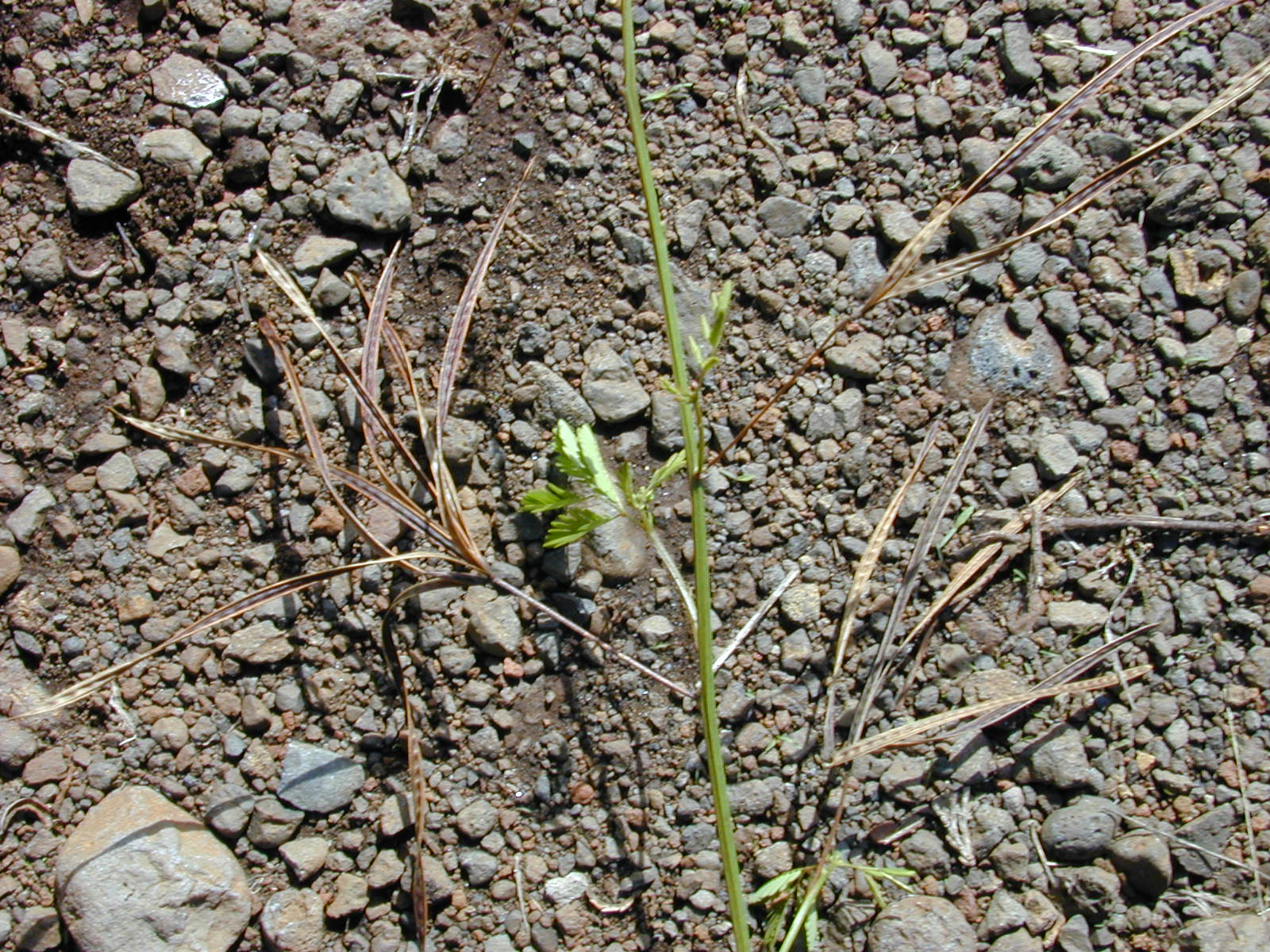
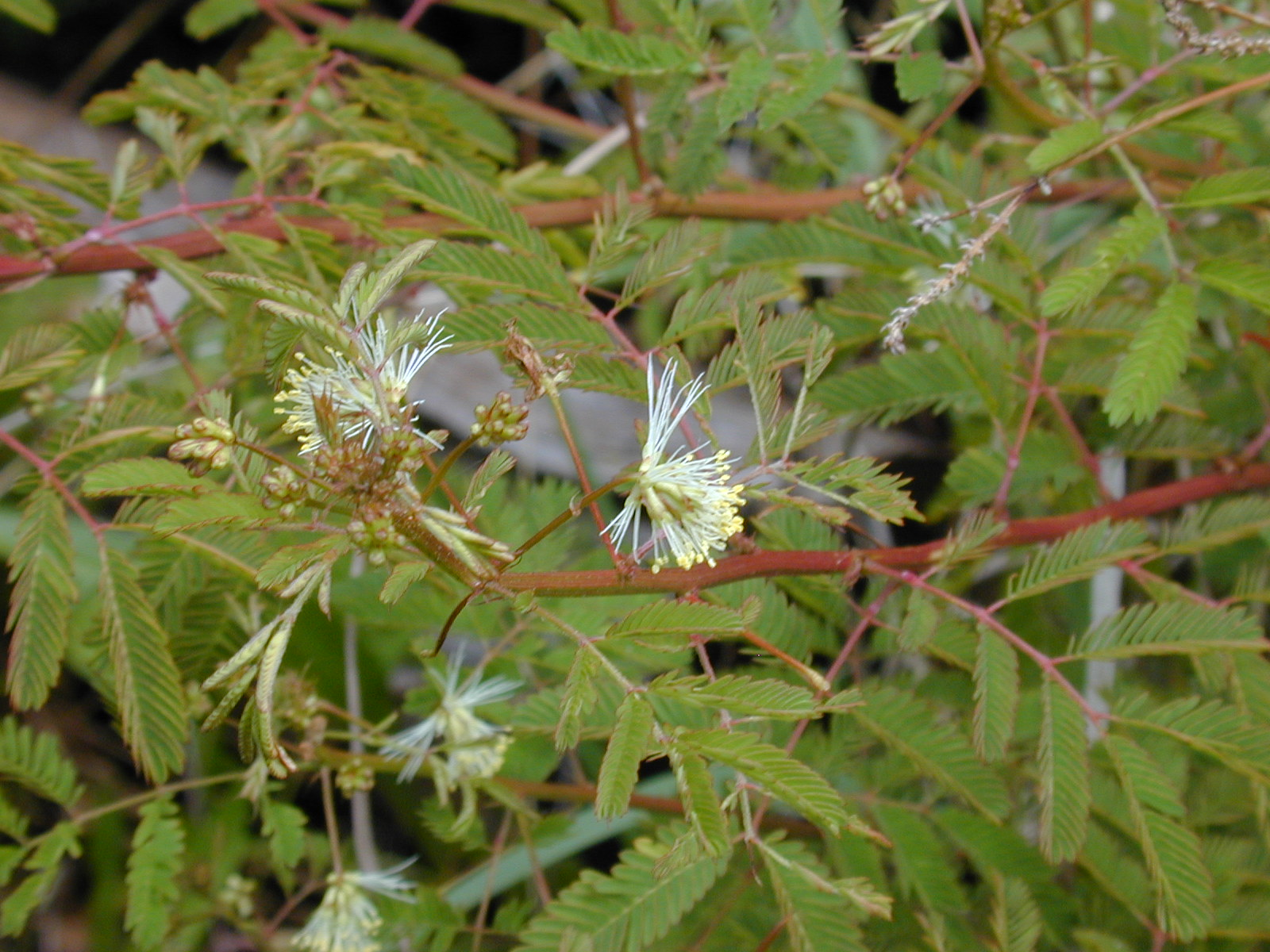
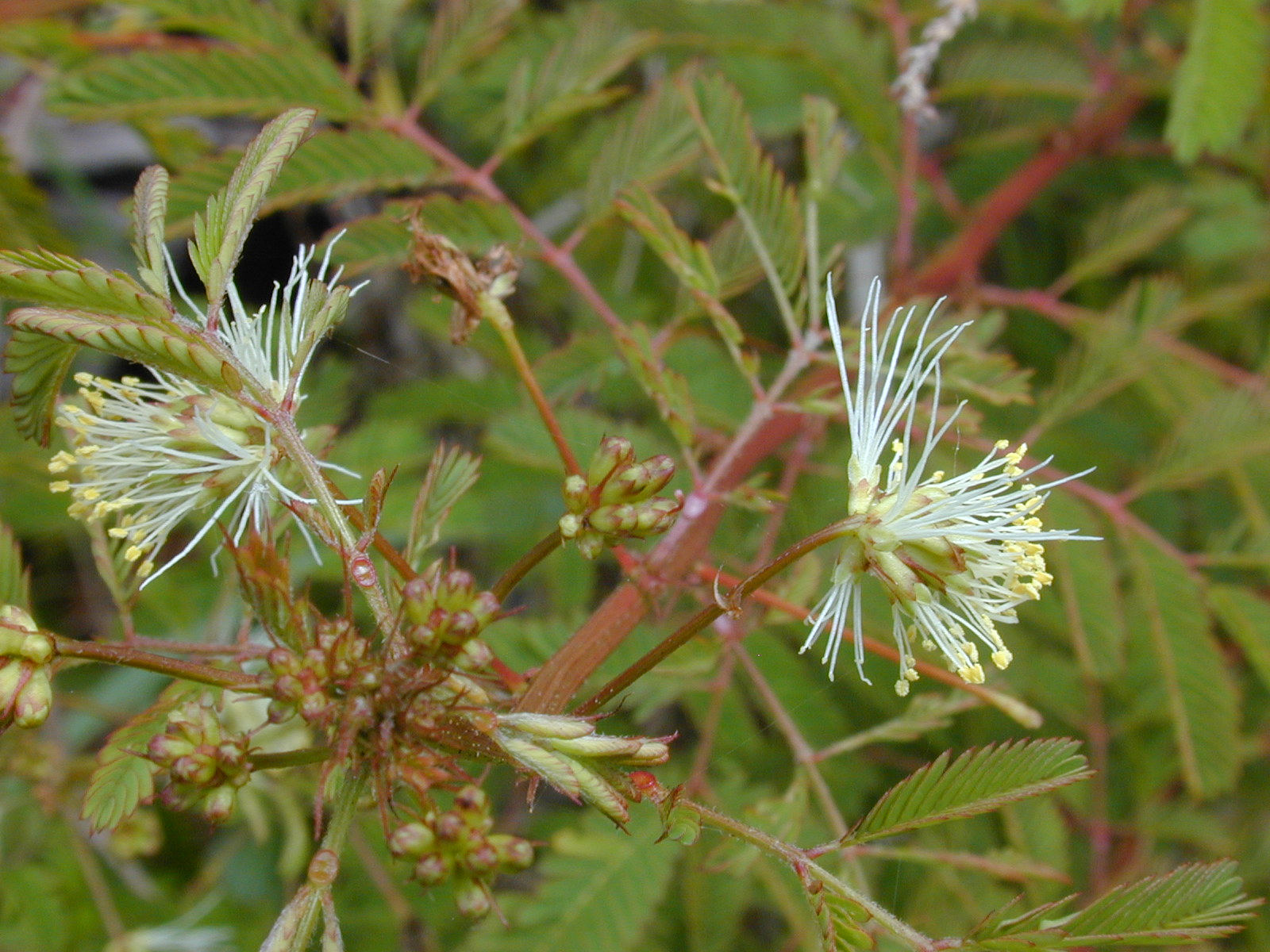